# Thomas Claiborne (Politiker, 1780)

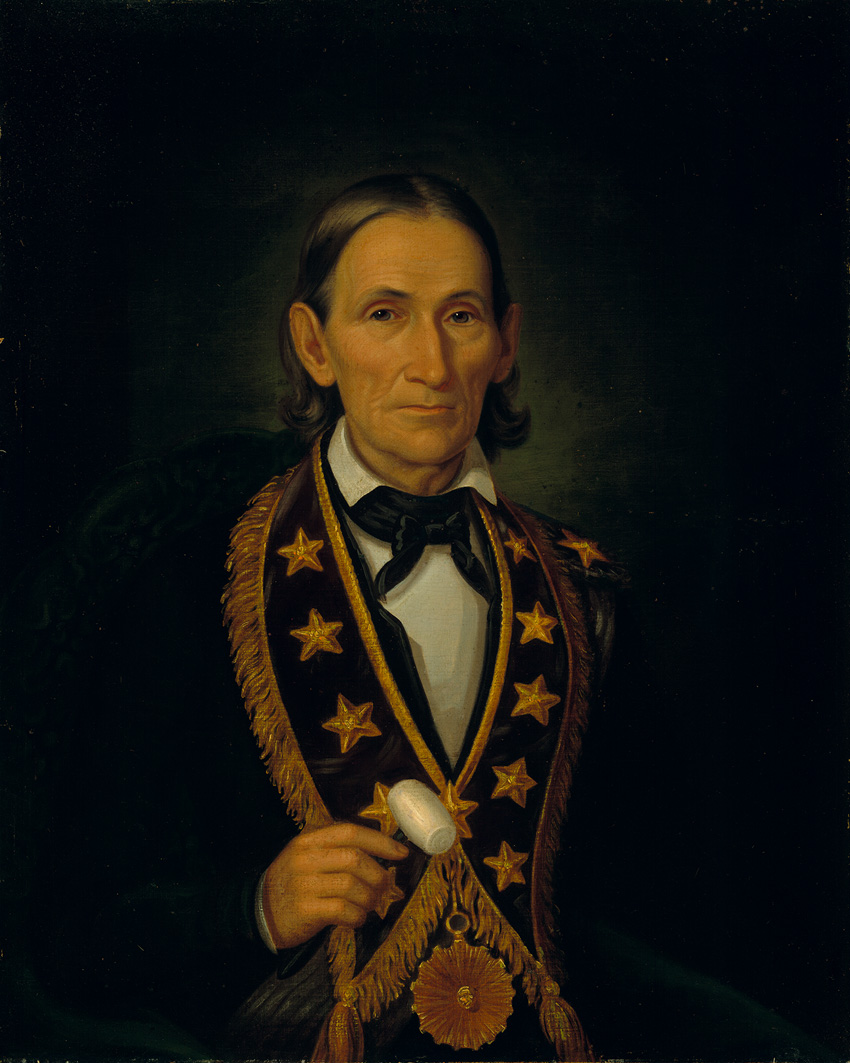
Thomas Claiborne (ca. 1850er)

Thomas Claiborne (* 17. Mai 1780 bei Petersburg, Virginia; † 7. Januar 1856 in Nashville, Tennessee) war ein US-amerikanischer Politiker. Zwischen 1817 und 1819 vertrat er den Bundesstaat Tennessee im US-Repräsentantenhaus.

## Werdegang
Thomas Claiborne war ein Sohn des gleichnamigen Thomas Claiborne (1749–1812), der zwischen 1793 und 1805 zweimal den Staat Virginia im Kongress vertrat. Sein älterer Bruder John (1777–1808) saß zwischen 1805 und 1808 ebenfalls für Virginia im Repräsentantenhaus.
Der jüngere Thomas Claiborne besuchte die öffentlichen Schulen seiner Heimat in Virginia. Während eines Krieges mit den Creek gehörte er als Major zum Stab von General Andrew Jackson. Nach einem anschließenden Jurastudium und seiner im Jahr 1807 erfolgten Zulassung als Rechtsanwalt begann er in Nashville in seinem neuen Beruf zu arbeiten. Politisch wurde Claiborne Mitglied der von Präsident Thomas Jefferson gegründeten Demokratisch-Republikanischen Partei. In den Jahren 1811 und 1812 war er Abgeordneter im Repräsentantenhaus von Tennessee, als dessen Präsident er im Jahr 1812 fungierte.
Bei den Kongresswahlen des Jahres 1816 wurde Thomas Claiborne im ersten Wahlbezirk von Tennessee in das US-Repräsentantenhaus in Washington, D.C. gewählt, wo er am 4. März 1817 die Nachfolge von Newton Cannon antrat. Bis zum 3. März 1819 konnte er eine Legislaturperiode im Kongress absolvieren. Nach seinem Ausscheiden aus dem US-Repräsentantenhaus arbeitete Claiborne wieder als Anwalt. Er starb am 7. Januar 1856 in Nashville.